# Aktor
Aktor este una dintre cele mai mari companii de construcții din Grecia, membră a Grupului Ellaktor.
În anul 2008, grupul a înregistrat o cifră de afaceri consolidată de peste 1,9 miliarde de Euro, în creștere cu 109% comparativ cu 2007.
În mai 2009, împreună cu compania franceză VINCI, compania Aktor a câștigat licitația prin care i-a fost atribuită construirea sectorului Comarnic-Brașov din Autostrada A3, pentru 1,5 miliarde euro, în contract fiind stipulată suma de 21,18 milioane euro/km de autostradă.